# Girolamo Diruta
Girolamo Diruta (n. 1554, Deruta, Umbria, Italia – d. 25 martie 1610, Gubbio, Umbria, Italia) a fost un compozitor, organist și teoretician al muzicii italiene. A fost renumit în domeniul teoretico-didactic pentru contribuțiile oferite studiului și practicării instrumentelor cu claviatură, în special a orgii, și a contrapunctului, expuse în tratatul Il Transilvano, publicat în Veneția în două cărți (1593 și 1609-10) și retipărit de mai multe ori.

## Biografie
Girolamo Venturi, cunoscut apoi ca Girolamo Diruta, s-a născut în Deruta în anul 1546. Devenind călugăr în 1566, a locuit în mănăstirea franciscană din Perugia. În anii 1569-1574 a fost călugăr în mănăstirea din Correggio, unde a fost hirotonit preot. În 1578 și din nou în 1579, când fusese deja transferat la Veneția, a participat fără succes la un concurs pentru poziția de organist în bazilica Sf. Anton din Padova. În orașul lagună a avut ocazia să-i întâlnească pe Claudio Merulo, Gioseffo Zarlino și Costanzo Porta (franciscan și el) și e posibil să fi studiat cu unii dintre ei. Cu siguranță a studiat cu Merulo, care, într-o prefață „Pentru cititori”, publicată în prima parte din Il Transilvano, l-a lăudat pe Diruta ca student. În 1580 a publicat Prima carte de contrapunct despre cantus firmus din antifoanele principalelor sărbători din timpul anului. La cinci voci (Veneția, A. Gardano), din care s-au păstrat doar părțile de canto și alto, dedicând-o preotului și clerului catedralei din Gubbio, unde a fost organist între 1580 și 1585. Întors la Veneția, a trăit în mănăstirea franciscană a lui S. Maria Gloriosa dei Frari, unde a fost și organist din 1586 până în 1589. Din 1593 a fost organist al catedralei din Chioggia. În acel an, a publicat tratatul care l-a făcut faimos: Il Transilvano. Dialogul cu privire la adevăratul mod de a cânta la orgă și la instrumente da penna al lui Girolamo Diruta perugianul din Ordinul Călugărilor Minori ai Sf. Francisc, dedicându-i-l lui Sigismund Bathory, principele Transilvaniei și nepot al regelui Poloniei. În 1602, într-o scrisoare adresată confraților mănăstirii din Deruta, și-a exprimat intenția de a se întoarce în orașul său natal, după aproximativ treizeci de ani de activitate ca organist, declarându-se disponibil pentru a organiza o școală de muzică.
Din 1604 până în 1610 a fost organist al catedralei din Gubbio. La 25 martie 1610, la Gubbio, a semnat dedicația pentru Leonora Orsini Sforza, nepoata Marelui Duce al Toscanei, Ferdinando I de Medici, din a doua parte a tratatului Il Transilvano.
În septembrie 1612 i s-a oferit funcția de organist al bisericii colegiului S. Maria Maggiore di Spello, pe care, însă, nu a acceptat-o.
Pe 5 martie 1613, capitolul general al fraților minori i-a conferit titlul de magister musices (lat. „profesor de muzică”). Probabil s-a întors la Gubbio, unde numele lui apare în unele fapte notariale în anii 1619-1624. A murit în Deruta în 1624 sau 1625.

## Lucrări

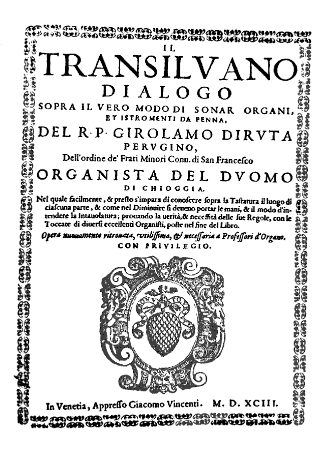
Girolamo Diruta, Il Transilvano, prima parte (Veneția, 1593), frontispiciu

Cea mai faimoasă lucrare a lui Diruta este Il Transilvano, tratat în două părți apărute la distanță de mulți ani (1593, 1609-10), dedicat învățării artei de a cânta la instrumente cu claviatură. Lucrarea este prezentată sub forma unui dialog între autor și Istvan de Joìka, un diplomat din Transilvania, care se află într-o misiune în Italia. Acesta este primul tratat care evidențiază o diferență între tehnica de orgă și cea a altor instrumente „da penna”, mai exact clavecin și spinet. Prima parte a tratatului se concentrează asupra digitației și ornamentelor, exemplificate în unele fragmente muzicale ale autorului și ale altor compozitori precum Claudio Merulo, Andrea și Giovanni Gabrieli, Luzzasco Luzzaschi, Antonio Romanini, Paolo Quagliati, Vincenzo Bellavere, Giuseppe Guami. În a doua parte este expusă arta începeerii pieselor polifonice și teoria și practica contrapunctică. Apoi se dau exemple de cercetări și versete de organisti care urmează să fie alternate cu imnuri și Magnificat, proprii și ale altor compozitor (Luzzasco Luzzaschi, Adriano Banchieri, Gabriele Fattorini), precum și o explicație privind modul de utilizare a registrelor orgii.

## Legături externe
- Partituri de Girolamo Diruta la International Music Score Library Project